# Карбишев Дмитро Михайлович
Карбишев Дмитро Михайлович (рос. Карбышев Дмитрий Михайлович; 14 (24) жовтня 1880, Омськ — 18 лютого 1945, концтабір Маутгаузен) — російський та радянський військовик, генерал-лейтенант інженерних військ, професор Військової академії Генерального штабу, доктор військових наук.
16 серпня 1946 отримав посмертно звання Героя Радянського Союзу за те, що у гітлерівських концтаборах провів три з половиною роки та не зрадив присязі СРСР. У радянській пресі був символом незламної стійкості.

## Біографія

### Ранні роки
Народився у сім'ї військового чиновника-дворянина в Омську. У юному віці залишився без батька, виховувався матір'ю.
У 1891 році поступив, у 1898 закінчив Сибірський кадетський корпус в Омську по першому розряду. У вересні того ж року вступив до Миколаївського інженерного училища в Петербурзі, яке закінчив восени 1900 року, отримавши ранг підпоручика та призначення ротним командиром в Східно-Сибірський саперний батальйон, дислокований у Китаї. У червні 1903 року отримав звання поручика.
Узяв участь у російсько-японській війні в ході якої в складі батальйону зміцнював позиції, встановлював засоби зв'язку, наводив мости, вів розвідку боєм. Брав участь у битві під Мукденом. Нагороджений орденами і медалями Російської імперії.
У 1907 році у Владивостоці формувався ще один саперний фортечний батальйон. Терміново знадобились досвідчені офіцери. Став командиром роти Владивостоцького фортечного саперного батальйону. У 1908 отримав звання штабс-капітана, також поступив у Миколаївську інженерну академію, яку закінчив у 1911. Як один з найкращих випускників отримав право вибрати собі місце подальшої служби з наявних вакансій. Обрав Севастопольську фортецю, став командиром роти Севастопольського мінного батальйону. 1911 отримав звання воєнного інженера і наступний ранг — капітана.
Після початку війни на західних кордонах Російської імперії йому запропонували замість Севастополя посаду молодшого виконавця в Осовці чи Бересті (обрав Берестя). Тут доручили реконструкцію діючого VII форту що мав знаходитись на другій лінії оборони, проте форт мав досить важливе значення бо перша лінія ще не була збудована. В листопаді 1914, перебуваючи у Бересті, звернувся з проханням до управління направити його в діючу армію.
Воював у Карпатах під командуванням генерала Величка, керував укріпленням позицій діючої армії. У 1915 році взяв участь в облозі фортеці Перемишль, де був поранений. За хоробрість та відвагу нагороджений орденом Святої Анни другого ступеня, та отримав підвищення до підполковника. Всю осінь 1915 року і весну 1916 провів на будові Київської тилової оборонної межі.

### Перехід на сторону більшовиків
Перейшов на сторону більшовиків слідом за своїми вчителями і командирами:
- викладачем Імперської інженерної академії Величком Костянтином Івановичем;
- командуючим Південно-Західним фронтом Брусиловим Олексієм Олексійовичем.

З жовтня 1920 року — заступник начальника інженерів Південного фронту, керував будівництвом укріплень на Каховському плацдармі. У листопаді 1920 року керував інженерним забезпеченням штурму чонгарських укріплень і Перекопу. У 1921—1923 — помічник, заступник, а потім начальник інженерів «Збройних сил України і Криму».

### Радянсько-фінська війна
Учасник радянсько-фінської війни 1939-1940 років. 
У складі групи заступника начальника Головного військово-інженерного управління з оборонного будівництва виробляв рекомендації військам щодо інженерного забезпечення прориву лінії Маннергейма.
З 1940 — член ВКП (б).

### Друга світова війна та перебування в полоні
Після нападу радянських війск на Польщу, у 1940 році здійснював керівництво фортифікаційними роботами щодо удосконалення цитаделі Брестської фортеці.
За декілька тижнів до початку німецько-радянської війни генерал Карбишев був відряджений до Гродна для допомоги в оборонному будівництві на західному кордоні. 8 серпня 1941 року, при спробі вирватись з оточення на півночі від Могильова, був контужений та захоплений гітлерівцями в полон.
У червні 1942 року начальник штабу інженерних військ Червоної армії доповідав до Головного управління формування та укомплектування Червоної армії, що Д. М. Карбишев «у середині липня 1941 року, одягнений у цивільне вбрання, за тиждень до виходу загону Голубєва (командувач 10-ї армії) з оточення, пішов із загону у напрямку на Смоленськ».
У пресі з'явились версії та «факти», що радянська влада в серпні 1941 року, дізнавшись про полон Карбишева, запропонувала німцям влаштувати обмін радянського генерала на двох німецьких, проте в Берліні вирішили, що такий обмін «нееквівалентний». З того часу в Москві загубили слід генерала, в «Особовій справі» з 1941 року офіційно зазначено: «Зник безвісти».
«Табірний шлях» розпочався в розподільному таборі біля польського міста Остров-Мазовецький. У таборі Карбишев перехворів на тяжку форму шигельозу (тоді так називали дизентерію).
У жовтні 1941 року ешелон полонених, в тому числі Карбишевим, переправили до Замостя. Генерала оселили в барак № 11, за котрим закріпилось звання «генеральський», що відрізнявся порівняно комфортними умовами та нормальним харчуванням. За дослідженням німецьких істориків, німці були переконані, що після пережитого у радянського полоненого повинно виникнути «почуття вдячності» й він погодиться на співробітництво.
У березні 1942 року Карбишева перевели в суто концентаційний табір Гаммельбург (Баварія), що був призначений для радянських офіцерів. На початку 1943 року наглядачем у табір перевели полковника Пеліта з німецької піхотної частини. Пеліт розмовляв російською, закінчив юнкерське училище в Петербурзі і служив за Російської імперії з Карбишевим у Бресті. Німецьке командування поставило перед Пелітом завдання схилити Карбишева до вступу в комісію по написанню історії Червоної армії, що в результаті йому не вдалось.
Гестапівське командування вирішило продовжити роботу з полоненим і направили Карбишева в Берлін в окрему камеру без вікон, де постійно миготіла електрична лампа, без права на прогулянку. Через 2-3 тижні викликали на бесіду з німецьким фортифікатором професором Гайнцом Раунбегаймером, з котрим Карбишев по службі зустрічались раніше. Професор професору запропонував: звільнення з табору; матеріальне, технічне та ресурсне забезпечення; свободу дій та працю за фахом на будь-якому фронті за винятком Східного; повноцінний статус генерал-лейтенанта німецького рейху. Дмитро Карбишев відмовився.
Наступні півроку катування посилилось, що супроводжувалось пропозицією співпраці. Після чого його перевели до концентаційного табору Флоссенбург, для котрого було характерне особливо жорстоке поводження з полоненими.
У серпні 1943 року Карбишев переведений до Нюрнберга в тюрму гестапо. Далі Освенцім, так званий бункер Целленбау у концтаборі Заксенгавзен, Маутхаузен.
Офіційна версія радянської пропаганди дотримується позиції, що 18 лютого 1945 року в Маутгаузені групу полонених разом Карбишевим на 12 градусному морозі обливали холодною водою, після чого генерал не вижив. Проте запити до німецьких архівів та дослідження «книг смерті» табору Маутгаузен не дали жодних доказів перебування в ньому Карбишева та факту його смерті від катувань, а погодні архіви вказали на відсутність морозів у лютому 1945 року в тому регіоні.

## Сім'я
Дмитро Карбишев був одружений двічі. З першою дружиною, німкенею Алісою Карлівною Троянович, познайомився у Владивостоці — вона була одружена з іншим офіцером. Після 6 років шлюбу з Карбишевим, Аліса Троянович трагічно загинула 1913 року — була застрелена з браунінга.
Вдруге Карбишев одружився в 1916 році з Лідією Василівною Опацькою, сестрою поручника Опацького, з яким разом воював у І Світову. Мав трьох дітей. Одна з дочок теж стала військовою інженеркою.

## Вшанування пам'яті
Пам'ятник Дмитру Карбишеву встановлено біля входу до меморіалу на місці табору Маутхаузен (Австрія), крім того пам'ятники та пам'ятні знаки є в Москві, Омську, Кургані, Владивостоці, Херсоні.
Меморіальні дошки встановлені:
- у Бересті на місці, де стояв будинок, в якому він жив;
- у Москві на будівлі колишньої Військово-інженерної академії, в якій він вчився, і на будинку, в якому він жив;
- у Самарі на будинку, в якому він працював;
- у Харкові на будинку, в якому він мешкав (06.09.2024 — демонтована[3]);
- у Коростені на збудованому Карбишевим об'єкті «Скеля» (запасний командний пункт штабу Південно-Західного фронту).

Його ім'я має мала планета Сонячної системи, танкер, пасажирський теплохід, школи, підприємства, носили піонерські дружини. 
Його ім'я мали декілька урбанонімів, наприклад вулиця Вікентія Хвойки у місті Черкаси.
В Бресті (Республіка Білорусь) з 1958 року відбувається юнацький турнір з легкої атлетики пам'яті Дмитра Карбишева.
Київ:
- У 1967-2022 роках його ім'я носила вулиця Ірини Бекешкіної, на будинках 12 і 22 були встановлені гранітні анотаційні дошки про це.
- У 1979 році встановлено бронзову меморіальну дошку на фасаді школи № 184 по вулиці Едуарда Вільде, 5 (скульптор М. К. Вронський, архітектор В. Г. Гнєздилов)[5].

На його честь названо астероїд 1959 Карбишев.